# Arts aux États-Unis
Le développement des arts aux États-Unis, musique, cinéma, danse (en), architecture, littérature, poésie et arts plastiques, a été marqué par une opposition entre deux fortes sources d'inspiration, la sophistication européenne et l'originalité domestique. Les meilleurs artistes américains ont généralement découvert un parfait équilibre entre les deux.
La culture américaine est fortement influencée par le reste du monde, en particulier le monde occidental. La musique, les films et les émissions de télévision américaines sont aujourd'hui écoutées et vues dans le monde entier. C'est un contraste saisissant d'avec les débuts de la république américaine qui était alors considérée comme une civilisation agricole peut susceptible d'apporter une contribution culturelle aux phares artistiques qu'étaient alors l'Europe et l'Asie. Ayant entamé son troisième siècle d'existence, chaque grande cité américaine est en mesure d'offrir des lieux culturels ouverts à tous les genres de musiques, de danses, de théâtre, d'histoire, de sciences ainsi que des lieux de recherches et d'enseignement des arts, des musées et des œuvres architecturales majeures. Ceci est le fruit de contributions conjointes de l'État et de philanthropes.

## Histoire

### Années 1930
La Grande Dépression provoque un chômage massif parmi les artistes des années 1930. Le New Deal mis en place par le président Franklin D. Roosevelt comporte un volet culturel visant à aider les artistes en difficulté. La Works Projects Administration (1935) met en route de nombreux projets dans le domaine des arts et de la littérature, en particulier les cinq programmes du fameux Federal One. La WPA permit la réalisation de 1 566 peintures nouvelles, 17 744 sculptures, 108 099 peintures à l’huile et de développer l'enseignement artistique. À la fin du New Deal, le bilan est mitigé : si les artistes américains ont été soutenus par des fonds publics et ont acquis une reconnaissance nationale, cette politique culturelle est interrompue par la Seconde Guerre mondiale et la mort de Roosevelt.
Les œuvres des années 1930 s'intéressent aux problèmes sociaux et au sort des plus démunis : en littérature, Erskine Caldwell publie Le petit Arpent du bon Dieu en 1933. Le livre de John Steinbeck, Les Raisins de la colère, publié en 1939, reçoit le Prix Pulitzer en 1940. Au cinéma, John Ford adapte ce roman ainsi que celui de Richard Llewellyn, Qu'elle était verte ma vallée, qui retrace la vie des mineurs du Pays de Galles. Les films de Charlie Chaplin dénoncent la montée du fascisme (Le Dictateur en 1940) et les conditions de travail des ouvriers (Les Temps modernes en 1936). Ceux de Frank Capra dénoncent les excès du capitalisme sauvage : L'Extravagant Mr. Deeds (1936), Vous ne l'emporterez pas avec vous (1938), Monsieur Smith au Sénat (1939). Pendant les années 1930, les Américains continuent de plébisciter le cinéma malgré la crise économique. Hollywood produit plus de 5 000 films.